# کورپوریشن چندملیتی
ابرشرکت چندملیتی یا کورپوریشن چندملیتی (به انگلیسی: Multinational corporation) یک کورپویشن (ابرشرکت) است که محصولات و خدمات خود را در یک یا چندین کشور دیگر به جز کشور مادر و اصلی خود، تحت مالکیت، ارائه و نظارت دارد.
یک کورپوریشن چندملیتی (مخفف انگلیسی: MNC) معمولاً یک شرکت بزرگ است که ممکن است از به هم پیوستن چند شرکت به وجود آمده باشد، خدمات یا کالاهای خود را در کشورهای مختلف ارائه کرده، ساخته یا به فروش می‌رساند. وسعت بسیار و فعالیت جهانی به صورت متمرکز از طریق شرکت‌های مادر، دو شاخصهٔ اصلی این شرکت‌ها است.

## فعالیت‌های شاخص
- واردات و صادرات کالاها و ارائه خدمات
- سرمایه‌گذاری بزرگ در کشورهای خارجی
- خرید و فروش اسناد در بازارهای خارجی
- گشودن شرکت ساخت یا مونتاژ کالا در کشورهای خارجی
- به‌کارگیری شرکت‌های محلی در کشورهای خارجی برای فروش کالاها و ارائه خدمات